# Cabra (Spanyolország)
Cabra település Spanyolországban, Córdoba tartományban. Cabra Baena, Doña Mencía, Zuheros, Carcabuey, Rute, Lucena, Monturque, Montilla, Castro del Río és Nueva Carteya községekkel határos. Lakosainak száma 20 024 fő (2024).

## Népesség
A település népessége az elmúlt években az alábbi módon változott:
| Lakosok száma | 20 645 | 20 837 | 20 935 | 21 352 | 21 188 | 21 001 | 20 704 | 20 341 | 20 245 | 20 024 |
|               | 2001   | 2004   | 2006   | 2009   | 2011   | 2014   | 2016   | 2019   | 2021   | 2024   |